# Graphium codrus
Graphium codrus is een vlinder uit de familie van de pages (Papilionidae). De wetenschappelijke naam van de soort is voor het eerst geldig gepubliceerd in 1779 door Pieter Cramer.

## Kenmerken
Deze vlinder heeft een variabel uiterlijk. Op de voorvleugel bevindt zich een brede band met een kleurenpalet, dat kan variëren van lichtgeel tot groen. Deze kleurige band vertoont bij het mannetje een weerschijneffect.

## Leefwijze
De vlinder leeft van nectar, sap van rottend fruit of water uit drassige modderpoelen.

## Verspreiding en leefgebied
Deze vlindersoort komt voor op de Filipijnen, Nieuw-Guinea, Bougainville en de Salomonseilanden.